# Villa Cattolica
Villa Cattolica è una villa settecentesca di Bagheria.

## Storia
La villa venne edificata nel 1736 dal principe di Cattolica Eraclea, Francesco Bonanno. Dal 1830 la famiglia Bonanno perde la proprietà e la villa prende diversi usi: lazzaretto, caserma, e infine, alla fine dell'Ottocento, viene acquistata  da Gioacchino Scaduto che la utilizza come abitazione e fabbrica di conserve alimentari.
Nel 1973 Renato Guttuso donò molte sue opere al comune di Bagheria, e il comune creò all'interno del piano nobile della villa un museo dedicato al pittore. Il comune acquisì definitivamente la villa nel 1988 e due anni dopo, nel 1990, posizionò al suo interno un sarcofago monumentale per ospitare le spoglie del pittore, e la trasformò ufficialmente nel Museo Renato Guttuso. Nel Museo sono conservate opere di Onofrio Tomaselli, Silvestre Cuffaro, Domenico Quattrociocchi, Pina Calì, Vincenzo Gennaro, Giuseppe Pellitteri e Arrigo Musti. Nel corso degli anni altre opere sono state accolte ed esposte all'interno del museo. Dagli anni 2000 il piano terra è occupato da un laboratorio teatrale e da due laboratori pittorici.

## Architettura

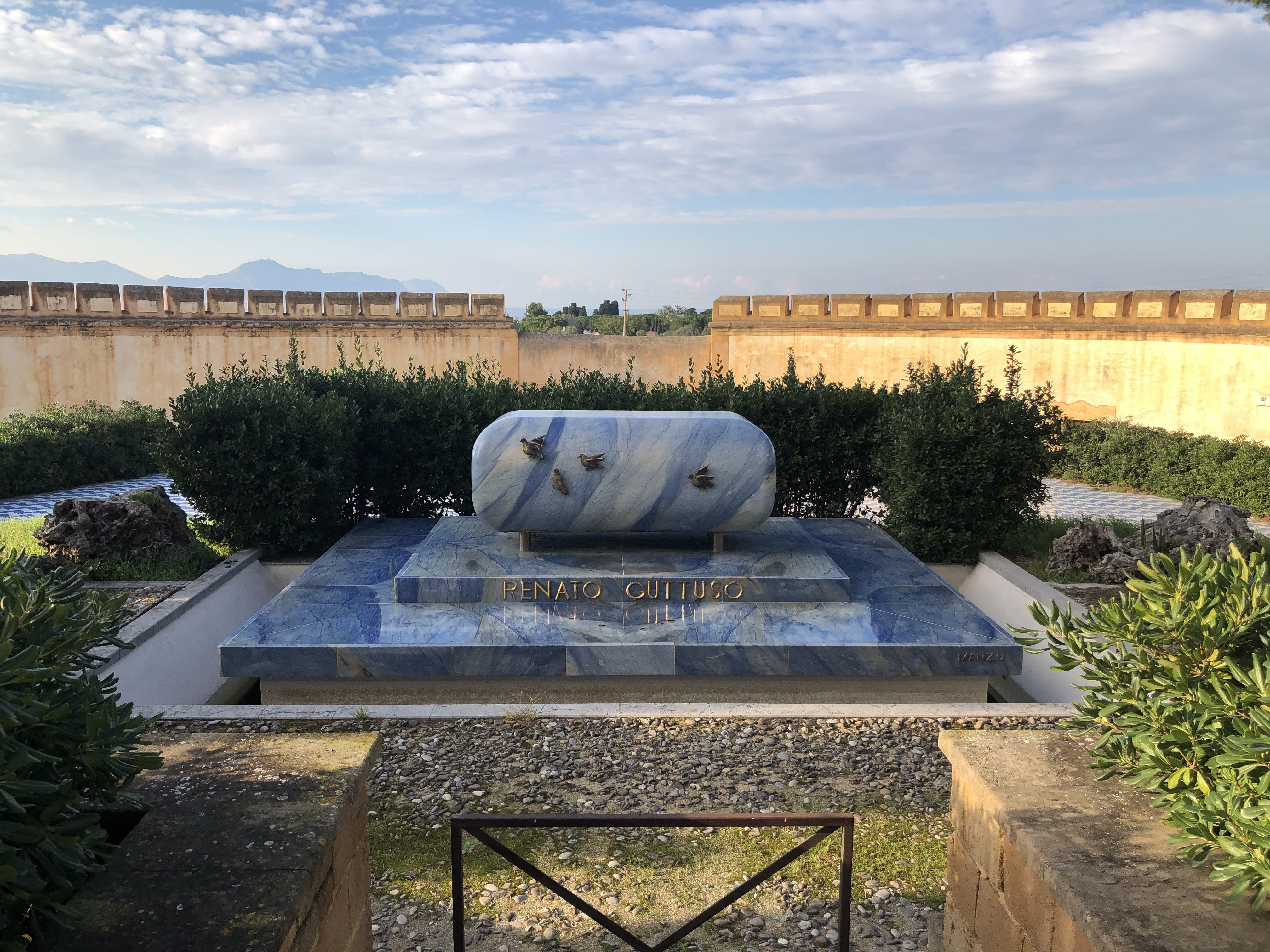
Tomba Guttuso

Lo stile della villa ricorda un castello a base quadrangolare, le stesse mura di cinta del giardino sono dotate di merlatura. La struttura è composta da due esedre parallele; su una di esse è presente un ampio terrazzo sopra un loggiato, sull'altra una larga scala di accesso. Al centro della struttura è presente lo stemma di Giuseppe Bonanni.